# Unglaubliche Freunde
Unglaubliche Freunde (englischer Originaltitel: Imaginary Friends) ist ein britisch-deutscher Fernseh-Kriminalfilm aus dem Jahr 1982.

## Handlung
Ellen Pitbaldo lebt seit dem Unfalltod ihres Ehemannes, eines berühmten Malers, ein wohlhabendes und zurückgezogenes Leben in ihrem Landhaus. Ihre einzige Abwechslung sind die Besuche von Philip Lester, einem gealterten Theaterschauspieler, der Ellen in verschiedenen Verkleidungen besucht und sich in verschiedenen Rollen mit ihr unterhält. Da taucht unerwartet Douglas Pitbaldo auf, der Neffe des verstorbenen Malers. Er ist Journalist, möchte ein Buch über seinen Onkel schreiben und bittet Ellen deshalb um Zugang zu dessen Tagebüchern. Ellen verweigert dies und will ihn von dem Buchprojekt abbringen, auch weil sie nicht ins Gerede kommen möchte: Es stellt sich heraus: dass ihr Mann häufige Affären mit seinen Modellen hatte und Ellen demütigte, indem er ihr dies nicht verheimlichte. Douglas konfrontiert Ellen mit seinem Verdacht, sie habe ihren Mann getötet, indem sie die Bremsen des Autos manipuliert und so den Unfall verursacht habe. Mit der Drohung der Buchveröffentlichung will er Geld von Ellen erpressen.
Douglas besucht Ellen häufiger und trifft Philip in verschiedenen Rollen an. Zunächst glaubt er, tatsächlich verschiedene Personen vor sich zu haben, doch dann erkennt er Philip wieder, den er als Theaterkritiker Jahre zuvor auf der Bühne gesehen hat. Er erfährt, dass Philip in Ellen verliebt ist und deshalb das seltsame Spiel mit den Besuchen mitspielt. Douglas verdächtigt ihn, Ellens Komplize bei dem Mord an ihrem Mann gewesen zu sein. Daraufhin erscheint Philip bei Ellen in einer neuen Rolle, als Polizeiinspektor. Er deutet an, dass er von Ellens Verbrechen weiß, ohne es direkt anzusprechen.
Ellen lädt Douglas zu einem Abendessen ein, bei dem auch Philip, zunächst verkleidet als Pfarrer, zugegen ist. Als Philip mit Douglas allein ist, zückt er einen Revolver: Anscheinend soll er in Ellens Auftrag Douglas töten. Doch er schießt nur als Warnung in die Decke, verschwindet, und kehrt in der Verkleidung des Dichters Portius Larimore zurück. Er gibt Douglas seinen Autoschlüssel und drängt ihn, nicht im eigenen Wagen wegzufahren, weil auch dieser von Ellen manipuliert sein könnte. Douglas glaubt aber, Ellen habe dies vorausgesehen und fährt im eigenen Wagen. Als Philip klar wird, dass all dies nicht nur ein Spiel war, fährt er Douglas hinterher und bemerkt dabei, dass auch bei seinem Auto die Bremsen manipuliert wurden. Er kehrt zurück und stellt Ellen zur Rede, worauf sie ihn hinauswirft und das „Spiel“, und damit auch ihre Freundschaft, für beendet erklärt. Kurz darauf bekommt sie einen Anruf, anscheinend von der Polizei, wegen eine Unfalls. Es wird angedeutet, dass ihre Tat aufgeflogen ist.

## Produktion
Der Film ist eine Koproduktion zwischen der Videoscope Fernseh-Film GmbH, der BBC und dem WDR. Am 13. November 1982 wurde er im ersten Programm der ARD zum ersten Mal ausgestrahlt, im April des folgenden Jahres lief er in Großbritannien. 2021 erschien er bei Pidax Film auf DVD.

## Synchronisation
Die deutsche Synchronfassung entstand unter der Regie und nach einem Dialogbuch von Werner Uschkurat.
| Rolle            | Darsteller         | Synchronsprecher |
| ---------------- | ------------------ | ---------------- |
| Philip Lester    | Peter Ustinov      | Peter Ustinov    |
| Ellen Pitbaldo   | Lilli Palmer       | Lilli Palmer     |
| Douglas Pitbaldo | Roger Rees         | Volkert Kraeft   |
| Alice            | Rosamund Greenwood | Gerda Gmelin     |
| Almer, der Wirt  | Davyd Harries      | Michael Weckler  |
| George           | Roy Evans          | Joachim Wolff    |
| Tom              | Cyril Cross        | Lothar Grützner  |